# Ksani (wieś)
Ksani (gruz. ქსანი) – wieś w Gruzji, w regionie Mccheta-Mtianetia, w gminie Mccheta. W 2014 roku liczyła 2962 mieszkańców.